# 讷尔滕-哈登贝格
讷尔滕-哈登贝格（德語：Nörten-Hardenberg，發音：[ˈnœʁtn̩ ˈhaʁdn̩bɛʁk]）是德国下萨克森州诺特海姆县的市镇，面积54.13平方千米，2023年12月31日人口为8,683人。